# Asclera excavata
Asclera excavata är en skalbaggsart som beskrevs av Leconte 1852. Asclera excavata ingår i släktet Asclera och familjen blombaggar. Inga underarter finns listade i Catalogue of Life.